# 晏平 (人大代表)
晏平（1960年5月—），辽宁新金人，汉族，中华人民共和国政治人物、全国人民代表大会广西地区代表。

## 經歷
1960年生于广西玉林，原籍辽宁省新金县，父亲为东北南下干部，曾任玉柴第一任党委书记。曾是1977年恢复高考后首批考生，但并未达到清华大学的录取线，只得在柳州读中专，1980年2月至1982年7月在当时的柳州铁路局南宁车辆段工作，1982年考入大连铁道学院车辆专业，1983年12月加入中国共产党。
1986年8月，晏平毕业后在沈阳铁路局大连铁路分局大连车辆段担任助理工程师，此后历任车辆段团委干事、办公室副主任，1991年12月被调到大连分局旅游服务公司担任总经理，1993年1月担任大连铁龙实业股份有限公司总经理，一年后即被沈阳局时任局长刘志军调到沈阳铁路局多种经营管理处担任处长，兼沈阳铁路局经济发展总公司总经理，其间于1993年9月至1996年4月在东北财经大学在职攻读统计学专业，获经济学硕士学位。1995年2月，晏平调任大连站站长（正处级），2000年7月离开沈阳局。
2000年8月，晏平从大连南下广深铁路股份有限公司，担任廣州東站站长，2001年3月任广深铁路股份有限公司副总经理，至2004年2月，广深铁路公司曾有意调晏平到香港开展经营工作，但被拒绝。
2004年3月，晏平被调回广西，担任玉林市人民政府副秘书长，同年5月担任玉林市发展和改革委员会主任，2005年5月被空降至广西玉柴机器集团任董事长和党委书记，由于是以官员身份被调到玉柴，且取代了此前执掌玉柴20年的王建明，此次调动一度引发公众对晏平“会搞政治而不会搞企业”的担忧，2005年10月兼任广西玉柴机器股份有限公司董事长。晏平开始执掌玉柴时，玉柴生产发动机的成本居高不下，遂启动管理体制改革，2006年更提出“三年再造一个新玉柴”的目标，此后玉柴也获得了北京公交的柴油发动机大单，成为北京奥运会期间北京公交车辆发动机的主要供应商之一（与康明斯和依维柯三足鼎立）。
2008年起担任全国人大代表。
2021年1月，不再担任玉柴集团董事长。2025年7月因涉嫌严重违纪违法，接受广西壮族自治区纪委监委纪律审查和监察调查。